# Teodor Oniga
Teodor Oniga, în portugheză Theodore Oniga (n. 2 februarie 1917, Iapa, Maramureș - d. ?) a fost un inginer român emigrat din România în 1946 și stabilit în Brazilia în anul 1951. A fost profesor universitar în București, Rio de Janeiro, Sao Paolo. A efectuat diverse studii în cibernetică, electromecanică, energetică, logică, matematică. Publică în Brazilia o serie de lucrări în domeniul ciberneticii, motiv pentru care este considerat inițiatorul școlii de cibernetică din Brazilia.

## Viața și familia
Din prima căsătorie cu Eva Oniga, a avut un băiat, Miguel Oniga (n. 1953), care este actor, scriitor și regizor de teatru. În 1973 s-a căsătorit cu Evantia Economu Oniga, văduva comandorului Ion Economu. Doamna Evantia Oniga a decedat la Rio de Janeiro în 1998, lăsând averea ei, prin testament, Guvernului României pentru ajutorarea copiilor orfani.                                             
După absolvirea Liceului "Dragoș Vodă" din Sighetu Marmației, Teodor Oniga urmează Școala Politehnică din București și își desăvârșește studiile la Școala Superioară de Aeronautică din Paris.

## Activitatea profesională
- 1942-1946: Profesor asistent la Politehnica București;
- 1947-1951: Refugiat în Franța, a lucrat la Lecq și Matemine;
- 1952-1986: Cercetător la Institutul Național de Tehnologie al Braziliei unde a construit un tunel aerodinamic, a introdus cibernetica, automatismele și cercetarea operațională. A înființat și condus timp de 15 ani Centrul de Studii de Mecanică Aplicată, punând bazele Centrului de Evaluare Tehnologică;
- 1977-1996: Analist și profesor la Universitatea Catolica din Rio de Janeiro, la Universitatea din Sao Paulo, la Școala de Război Naval, la Centrul de Analiză al Sistemelor Navale;
- 1960-1972: Consilier la Ministerul Afacerilor Externe al Braziliei.

Peste 200 de lucrări publicate.

## Distincții
Premii, Decorații: Decorat de patru ori de Ministerul Marinei din Brazilia, Premiul Fonseca costa.
Decorat de Președintele României, prin Decret nr. 581/2000, cu Ordinul național Pentru Merit.
Este Membru de Onoare al Academiei Române din America.